# Elisabeth Krey-Lange
Elisabeth Johanna Lovisa Krey-Lange, född 16 november 1878 i Norrköping, död 6 juli 1965 i Stockholm, var en svensk journalist och kvinnosakskvinna.

## Biografi
Elisabeth Krey-Lange föddes som enda barnet i ett omvittnat gästfritt och sällskapligt hem. Fadern var ingenjör och teknisk ledare vid Gripens sockerraffinaderi. Efter skolgång vid Norrköpings läroverk för flickor avlade hon studentexamen vid Wallinska skolan i Stockholm år 1900, som den andra flickan från Norrköping. Den framtida journalistkollegan och goda vännen Ellen Rydelius skulle några år senare bli den tredje flickan i Norrköping som tog studentexamen.
Elisabeth Krey-Lange studerade vidare utomlands, vid Sorbonne i Paris år 1901 och vid University of Oxford år 1902. Tillbaka i Sverige fortsatte hon med språkstudier vid Uppsala universitet och blev 1904 filosofie kandidat. Lärarbanan låg öppen, och efter ett provår i Lund arbetade hon som lärare i Ronneby och Norrköping under åren 1906–1908. Efter att fadern avslutat sin yrkesverksamhet flyttade föräldrarna till Stocksund nära Stockholm, och där sökte nu Elisabeth Krey-Lange arbete.
Redan sommaren 1894 hade hon fått ett kåseri publicerat i hembygdstidningen Fyrstickan, signerat med den undflyende signaturen No Name. År 1909 avbröt hon lärarbanan för att börja medarbeta vid Stockholms Dagblad (StD), och då med flera olika signaturer, främst Chouette och Birba. Hon blev då också kollega med Ellen Rydelius, Elin Wägner, Elin Brandelius, Else Kleen och de andra kvinnliga journalisterna i nätverket "Ligan", med ett kamratskap som skulle bli betydelsefullt både privat och yrkesmässigt. Utöver C-notiser, det vill säga översättningar från den utländska pressen om spektakulära händelser runt om i världen, och rapportering om vad som tilldrog sig i den svenska huvudstaden, skrev Elisabeth Krey-Lange mycket om sociala frågor. Dessa inkluderade kvinnors och barns villkor under storstrejken samma år, arbeterskornas förhållanden, välgörenhetsarbetet inför julen, en lång serie kortnoveller om ”Stockholmskan” och inte minst tidens alla rösträttsmöten. Hon var själv medlem i Landsföreningen för kvinnans politiska rösträtt (LKPR), och under åren på StD medverkade hon också i Fredrika Bremer-förbundets tidning Dagny.
Med kunskap om språk och utländsk litteratur blev det även många bokanmälningar och författarintervjuer, och på våren 1911 fortsatte hon till Svenska Dagbladet med samma bevakningsområden som vid StD. Det följande året startade LKPR utgivningen av sin egen tidning, Rösträtt för kvinnor, med två nummer per månad, och Elisabeth Krey-Lange blev dess första redaktör. Dubbelarbetet blev dock alltför tidskrävande, och hon avsade sig redaktörskapet efter ett år. Hon fortsatte dock att medverka i tidningen med framför allt texter om utländsk litteratur. Hon engagerade sig också i de manligt dominerade yrkesföreningarna och blev redan 1910 medlem i Publicistklubben. År 1912 var Elisabeth Krey-Lange den enda kvinnliga medlemmen i Svenska Journalistföreningen, nuvarande Journalistförbundet, där hon senare var ledamot av nämnden för de kvinnliga journalisternas stipendiefond 1922–1923.
Reslusten till utlandet och viljan att förkovra sig i det journalistiska arbetet ledde till att hon tillbringade ett halvår i USA innan första världskriget bröt ut 1914. Hon var officiellt där för studier, men skrev flitigt för SvD för att bekosta resan. Under våren 1914 kunde man läsa i den svenska pressen att Elisabeth Krey-Lange hade skrivit om svensk kvinnorörelse för amerikanska tidningar i Washington och Chicago. Förmodligen hade hon fått utländska presskontakter i samband med det Internationella Kvinnoförbundets, ICW:s, kongress i Stockholm 1911 som hon bevakat för SvD, och nu reste hon runt på den amerikanska östkusten och i Chicagos svenskbygder. Kollegan på SvD, Ester Blenda Nordström, hade under sommaren samma år blivit ett välkänt namn genom sina reportage som förklädd piga ute på landet. I början av hösten skrev SvD med en stolt introduktion till publiceringen, att även Elisabeth Krey-Lange genomfört ett liknande tidigt wallraffande med under-coverbesök på olika platsförmedlingar och som tjänsteflicka i New York. Hon gjorde också flera reportage om bland annat svensk-amerikaner i den samtida kulturen.
Återkommen till SvD fick hon fortsätta med den allmänna nyhetsrapporteringen, men med fler inslag om konst och recensioner av den nya moderna biograffilmen. År 1916 var Elisabeth Krey-Lange tillräckligt erfaren för att gå vidare som redaktionssekreterare för tidskriften Idun, där hon efterträdde Elin Wägner. Under tiden hade hon gift sig med provinsialläkaren, medicine licentiat Einar Lange år 1917, men äktenskapet blev sorgligt kortvarigt då maken gick bort i spanska sjukan redan efter ett år.
Efter första världskrigets slut bildades organisationen Rädda Barnen för att lindra nöden för barn i de krigshärjade länderna. Vid det internationella mötet i Genève på nyåret 1920 deltog Elisabeth Krey-Lange som svensk representant tillsammans med Gerda Marcus och Elin Wägner. Efter mötet reste de vidare till Wien för att övervaka mottagandet av livsmedel och kläder från Sverige. Elisabeth Krey-Lange fortsatte på resande fot som frilansande journalist under många år, bland annat i Rom där kollegan Ellen Rydelius var bosatt under långa perioder. Tillsammans med ännu en kollega, Agnes Lindhagen, lär de tre ha gjort den första turistturen i ”Rom på 8 dagar”, som med deras uppmuntran blev titeln på Ellen Rydelius första bok i hennes omfattande serie av reseguider för 8 dagar i olika storstäder. Under åren 1925–1927 var Elisabeth Krey-Lange korrespondent i Rom för SvD, men hon skrev också för Tidevarvet, Husmodern, och Bonniers veckotidning, senare Bonniers månadstidning. Hon översatte även ett tjugotal romaner och biografier från engelska, tyska och franska.
Under 1930-talet frilansade hon flitigt för SvD dels med artiklar och reportage, dels många översättningar för den dagliga följetongsavdelningen, och hon gav även ut en egen roman 1933. Samtidigt intensifierades hennes engagemang i kvinnorörelsen. Under större delen av 1930-talet var hon internationellt pressombud för International Council of Women, som än idag har rådgivande status hos FN. År 1934 blev hon utgivare och redaktör för den nystartade Tidskrift för Sveriges sjuksköterskor, vilket hon fortsatte med till 1950.
År 1935 hade hon gift om sig med ingenjören Hjalmar Halldin, som hon en gång blivit introducerad för av kollegan Ellen Rydelius under åren i Rom. Hon blev änka en andra gång då maken gick bort 1957. Elisabeth Krey-Lange avled efter en lång tids sjukdom 1965.